# Poor Relations
Poor Relations er en amerikansk stumfilm fra 1919 af King Vidor.

## Medvirkende
- Florence Vidor som Dorothy Perkins
- Lillian Leighton som Ma Perkins
- William De Vaull som Pa Perkins
- Roscoe Karns som Henry
- Zasu Pitts som Daisy Perkins